# シンテトケラス
シンテトケラス（Synthetoceras）は新生代中新世後期の北アメリカ大陸に生息していた草食獣。哺乳綱 - 鯨偶蹄目 - ラクダ亜目（核脚亜目）- プロトケラス科に属する。

## 形態
頭胴長約2m、頭骨長約45cm。頭部に角を持つ、外観の印象としてはシカに似るが、実際はラクダ科の姉妹群であるプロトケラス科である。かれらは同科の後期に現れ、また最大の属であった。吻上部にY字型、側頭部には上方に湾曲した一対の角を備えていたが、シカの様な骨質が剥き出しになった形の角（アントラーという）ではなく、キリンに似てその表面は皮膚で覆われていた（オッシコーン）と推定されている。このうち吻上部の角は、オスにのみ存在した。